# 第13代総選挙 (大韓民国)
第13代総選挙（だい13だいそうせんきょ）は、大韓民国国会の国会議員を選出するため、1988年4月26日に実施された総選挙。
1948年5月の初代総選挙から数えて13回目の総選挙であり、第六共和国発足後初の総選挙でもある。

## 概要
新憲法（第六共和国憲法）の施行に基づいて行われた総選挙である。
16年ぶりに国民の直接選挙によって行われた前年12月の第13代大統領選挙で盧泰愚候補を勝利させた与党民主正義党（民正党）に対し、両金（金泳三・金大中）間の候補一本化が失敗し、二つ（統一民主党・平和民主党）に分裂して大統領選挙に挑んで敗れた野党は、再統合交渉の失敗により分裂したまま総選挙に挑むことになった。そこに金鍾泌の新民主共和党（共和党）も加わり、大統領選挙の時と同様に再び四党による激しい選挙戦が展開された。選挙の結果、与党民正党は過半数を下回って敗北、平民党を中心とする野党が多数派を占める結果となった。

## 基礎データ
1988年3月17日に公布・施行された新・国会議員選挙法に基づいて行われた。改正選挙法の特徴は、①中選挙区中心の制度から小選挙区中心の制度（並立制）に改められた。②地域区の議席比率の増加（三分の二→四分の三）。③全国区における第一党へのボーナス議席の減少（三分の二→二分の一）。などで、地域区の結果がそのまま、各党の選挙結果を大きく左右するようになったといえる。
- 大統領：盧泰愚（民主正義党）
- 投票日：1988年4月26日
- 改選議席数：299議席（前回より23議席増）
  - 地域区（小選挙区制）：224議席
  - 全国区（比例代表制）：75議席
- 議員任期：4年
- 選挙制度：小選挙区比例代表並立制。第8代総選挙以来16年ぶりの復活。
- 選挙制度の詳細[1]

1. 有権者は地域区の候補者のみに投票（記号式）
2. 地域区で最多議席を得た政党に全国区の半分に当たる38議席を配分。残りの議席を地域区で5議席以上得た政党に議席数に応じてヘアー式で配分していく。
3. 少数政党への配慮措置として、地域区において5議席未満でも合計得票数が3%を超える場合は、全国区の1議席を配分する（その場合は、第2党以下の配分が減る）
4. 前回と同様、地域区で1議席も獲得できず、得票率が2%未満だった政党は政党資格を失う

- 選挙人数：26,198,205名
- 立候補者数（地域区）：1,040名

| 党派         | 候補者数 |
| ------------ | -------- |
| 民主正義党   | 225      |
| 統一民主党   | 198      |
| 新民主共和党 | 179      |
| 平和民主党   | 169      |
| 無所属       | 110      |
出所：中央選挙管理委員会歴代選挙情報システム

## 選挙結果
- 投票率：75.8%（前回までの平均投票率79.6％）
  - 総投票者数：19,850,815名
  - 有効票数：19,642,040票[2]

| 政党名                        | 当選者数 | 当選者数 | 当選者数 | 当選者数 | 得票数     | %     |
| 政党名                        | 地域区   | 全国区   | 合計     | %        | 得票数     | %     |
| ----------------------------- | -------- | -------- | -------- | -------- | ---------- | ----- |
| 民主正義党 민주정의당         | 87       | 38       | 125      | 41.9     | 6,670,494  | 33.9  |
| 平和民主党 평화민주당         | 54       | 16       | 70       | 23.4     | 3,783,279  | 19.3  |
| 統一民主党 통일민주당         | 46       | 13       | 59       | 19.7     | 4,680,175  | 23.8  |
| 新民主共和党 신민주공화당     | 27       | 8        | 35       | 11.7     | 3,062,506  | 15.6  |
| ハンギョレ民主党 한겨레민주당 | 1        | 0        | 1        | 0.3      | 251,236    | 1.3   |
| その他の政党                  | 0        | 0        | 0        | 0.0      | 261,189    | 1.2   |
| 無所属 무소속                 | 9        | ―        | 9        | 3.0      | 933,161    | 4.8   |
| 合計                          | 224      | 75       | 299      | 100.0    | 19,642,040 | 100.0 |

出所：“＜表8-7＞第13代国会議員総選挙”金浩鎮『韓国政治の研究』李健雨訳（三一書房）242頁と韓国中央選挙管理委員会の「歴代選挙情報システム」を参照して作成。なお議席を獲得出来なかった政党（新韓民主党・民主韓国党など9党）の得票については「その他の政党」として合算して掲載する。
| 党派       | 全国区 |
| ---------- | ------ |
| 民主正義党 | 5      |
| 平和民主党 | 1      |
| 合計       | 6      |

### 解説
与党の民主正義党（民正党）は第1党の座は確保したものの、過半数（150議席）を大幅に下回る議席に留まり、韓国憲政史上初めて与党が野党の総議席数を下回る「与小野大」の状態となった。野党は平和民主党（平民党）が得票率で民正党と統一民主党（民主党）に次ぐ3番目の得票率にもかかわらず、全羅道とソウル市で効率的に当選者を出したことが功を奏し、議席数で民主党を上回る第2党に踊り出た。民主党は得票率では民正党に次ぐ第2党になったが、議席数では第3党の地位に甘んじる結果となった。また金鍾泌が率いる新民主共和党（共和党）は、彼の出身地である忠清南道で広い支持を集め、院内交渉団体を形成するために必要な20議席を上回る議席を得る事ができた。
前年の大統領選挙において批支（金大中候補批判的支持グループ）グループ・候単（金泳三候補を念頭にした野党候補単一化グループ）グループ・独候（独自民衆候補擁立派、在野運動家の白基玩を擁立）に分裂した在野運動勢力は、批支グループが平民党に入党、候単グループの主要部分はハンギョレ民主党を結成、独候グループは民衆の党を結成して今回の選挙に挑んだ。選挙の結果、在野から平民党や民主党に入党した文東煥・朴英淑・趙昇衡・徐敬元・梁性佑・朴錫武・李喆鎔・李相洙・金泳鎭・鄭祥容・李海瓚（以下平民党）、姜信玉・盧武鉉（後の第16代韓国大統領）・李仁済（以下民主党）が当選、議会進出した。しかし、一方でハンギョレ民主党や民衆の党は実質的に当選者を出すことが出来ず（ハンギョレ民主党で当選した朴亨午は当選直後に平民党に入党）、現実政治の壁の厚さを痛感させる結果となった。
| 地域         | 地域         | 選挙区 | 党派 | 党派 | 党派 | 党派 | 党派 | 党派 |
| 地域         | 地域         | 選挙区 | 民正 | 平民 | 民主 | 共和 | ハン | 無所 |
| 合計         | 合計         | 224    | 87   | 54   | 46   | 27   | 1    | 9    |
| ------------ | ------------ | ------ | ---- | ---- | ---- | ---- | ---- | ---- |
| 首都圏       | ソウル特別市 | 42     | 10   | 17   | 10   | 3    | 0    | 2    |
| 首都圏       | 仁川直轄市   | 7      | 6    | 0    | 1    | 0    | 0    | 0    |
| 首都圏       | 京畿道       | 28     | 16   | 1    | 4    | 6    | 0    | 1    |
| 江原道       | 江原道       | 14     | 8    | 0    | 3    | 1    | 0    | 2    |
| 忠清道       | 忠清北道     | 9      | 7    | 0    | 0    | 2    | 0    | 0    |
| 忠清道       | 忠清南道     | 18     | 2    | 0    | 2    | 13   | 0    | 1    |
| 湖南(全羅道) | 光州直轄市   | 5      | 0    | 5    | 0    | 0    | 0    | 0    |
| 湖南(全羅道) | 全羅北道     | 14     | 0    | 14   | 0    | 0    | 0    | 0    |
| 湖南(全羅道) | 全羅南道     | 18     | 0    | 17   | 0    | 0    | 1    | 0    |
| 嶺南(慶尚道) | 釜山直轄市   | 15     | 1    | 0    | 14   | 0    | 0    | 0    |
| 嶺南(慶尚道) | 大邱直轄市   | 8      | 8    | 0    | 0    | 0    | 0    | 0    |
| 嶺南(慶尚道) | 慶尚北道     | 21     | 17   | 0    | 2    | 2    | 0    | 0    |
| 嶺南(慶尚道) | 慶尚南道     | 22     | 12   | 0    | 9    | 0    | 0    | 1    |
| 済州道       | 済州道       | 3      | 0    | 0    | 1    | 0    | 0    | 2    |

出所：文京洙著『韓国現代史』(岩波新書)172頁の｢表6-第13代国会議員選挙　市・道別当選者数｣。
|                |              | 民正 | 民主 | 平民 | 共和 |
| 全体           | 全体         | 34.0 | 23.8 | 19.3 | 15.8 |
| -------------- | ------------ | ---- | ---- | ---- | ---- |
| 首都圏         | ソウル特別市 | 26.2 | 23.4 | 27.0 | 16.1 |
| 首都圏         | 仁川直轄市   | 37.5 | 28.3 | 14.1 | 15.5 |
| 首都圏         | 京畿道       | 36.1 | 22.9 | 15.9 | 18.2 |
| 忠清道         | 忠淸北道     | 43.7 | 16.0 | 1.4  | 33.3 |
| 忠清道         | 忠清南道     | 30.2 | 15.0 | 3.8  | 46.5 |
| 湖南（全羅道） | 光州直轄市   | 9.7  | 0.4  | 88.6 | 0.6  |
| 湖南（全羅道） | 全羅北道     | 28.8 | 1.3  | 61.5 | 2.5  |
| 湖南（全羅道） | 全羅南道     | 22.9 | 0.8  | 67.9 | 1.3  |
| 江原道         | 江原道       | 43.6 | 21.6 | 4.0  | 20.2 |
| 嶺南（慶尚道） | 大邱直轄市   | 48.2 | 28.4 | 0.7  | 13.2 |
| 嶺南（慶尚道） | 釜山直轄市   | 32.1 | 54.3 | 1.9  | 6.8  |
| 嶺南（慶尚道） | 慶尚北道     | 51.0 | 24.5 | 0.9  | 16.0 |
| 嶺南（慶尚道） | 慶尚南道     | 40.2 | 36.9 | 1.0  | 10.3 |
| 済州道         | 済州道       | 36.0 | 27.1 | 6.0  | 3.4  |

- 略称について

民主正義党=民正、平和民主党=平民、統一民主党=民主
新民主共和党=共和、ハンギョレ民主党=ハン、無所属=無所
- 太字になっている数字は当該地域で第一党になった党派を示している。
- 出所：大西裕「韓国の場合－地域主義のゆくえ」、表5「民主化以降の国会議員選挙政党別得票率」（198～199頁）、梅津寛ほか編著『新版　比較・選挙政治－21世紀初頭における先進6カ国の選挙』ミネルヴァ書房。尚本表作成にあたり、地域別に区分けし直した。

### 選挙結果と地域感情
どの党も過半数を確保できず。多党制の状況が出現したが、前年の大統領選挙で表面化した地域主義が大きく影響したものであった。全国各地の人たちが在住するソウル以外では、平民党が光州市を含む全羅道で37議席中36議席を獲得しほぼ独占（残る1議席についても、當選者が平民党に入党したため完全独占となった）するなど、各党がそれぞれ本拠地としている地域で圧倒的強さを示した。また平民党は地盤である全羅道及び首都圏以外で議席を獲得できず、得票率でも首都圏と全羅道以外では10％を下回るなど慶尚道や忠清道地域住民の反全羅道感情がくっきりと現れる結果になった。

## 当選議員

### 小選挙区
民主正義党   平和民主党   統一民主党   新民主共和党   ハンギョレ民主党   無所属 
| ソウル特別市 | 鐘路区                 | 李鍾賛 | 中区                   | 鄭大哲 | 龍山区                 | 徐廷和 |
| ソウル特別市 | 城東区甲               | 姜金植 | 城東区乙               | 趙世衡 | 城東区丙               | 朴容万 |
| ソウル特別市 | 東大門区甲             | 崔薫   | 東大門区乙             | 金栄亀 | 中浪区甲               | 李相洙 |
| ソウル特別市 | 中浪区乙               | 金徳圭 | 城北区甲               | 李哲   | 城北区乙               | 趙尹衡 |
| ソウル特別市 | 道峰区甲               | 申五澈 | 道峰区乙               | 李喆鎔 | 芦原区甲               | 白南治 |
| ソウル特別市 | 芦原区乙               | 金鎔采 | 恩平区甲               | 呉有邦 | 恩平区乙               | 金在光 |
| ソウル特別市 | 西大門区甲             | 姜聖模 | 西大門区乙             | 林春元 | 麻浦区甲               | 盧承煥 |
| ソウル特別市 | 麻浦区乙               | 姜信玉 | 陽川区甲               | 梁性佑 | 陽川区乙               | 金令培 |
| ソウル特別市 | 江西区甲               | 李元湃 | 江西区乙               | 南載熙 | 九老区甲               | 金杞培 |
| ソウル特別市 | 九老区乙               | 劉基洙 | 永登浦区甲             | 張石和 | 永登浦区乙             | 金明燮 |
| ソウル特別市 | 銅雀区甲               | 徐清源 | 銅雀区乙               | 朴実   | 冠岳区甲               | 韓光玉 |
| ソウル特別市 | 冠岳区乙               | 李海瓚 | 瑞草区甲               | 朴燦鍾 | 瑞草区乙               | 金徳龍 |
| ソウル特別市 | 江南区甲               | 黄秉泰 | 江南区乙               | 李台燮 | 松坡区甲               | 金佑錫 |
| ソウル特別市 | 松坡区乙               | 金鍾完 | 江東区甲               | 金東圭 | 江東区乙               | 金重緯 |
| 仁川直轄市   | 中区・東区             | 徐廷華 | 南区甲                 | 沈晶求 | 南区乙                 | 李康熙 |
| 仁川直轄市   | 南洞区                 | 康祐赫 | 北区甲                 | 鄭貞薫 | 北区乙                 | 李承潤 |
| 仁川直轄市   | 西区                   | 趙栄蔵 |                        |        |                        |        |
| 京畿道       | 水原市甲               | 金仁泳 | 水原市乙               | 李秉禧 | 城南市甲               | 李大燁 |
| 京畿道       | 城南市乙               | 李讃九 | 議政府市               | 金文元 | 安養市甲               | 李仁済 |
| 京畿道       | 安養市乙               | 申河澈 | 富川市中区             | 林茂雄 | 富川市南区             | 崔箕善 |
| 京畿道       | 光明市                 | 金柄龍 | 松炭市・平沢市         | 権達洙 | 東豆川市・楊州郡       | 李徳浩 |
| 京畿道       | 安山市・甕津郡         | 張慶宇 | 果川市・始興郡         | 黄哲秀 | 九里市                 | 田瑢源 |
| 京畿道       | 高陽郡                 | 李沢錫 | 南楊州郡               | 李聖浩 | 華城郡                 | 朴志遠 |
| 京畿道       | 広州郡                 | 兪棋濬 | 龍仁郡                 | 李雄熙 | 坡州郡                 | 崔戊龍 |
| 京畿道       | 利川郡                 | 李栄文 | 安城郡                 | 李海亀 | 金浦郡・江華郡         | 丁海男 |
| 京畿道       | 驪州郡                 | 鄭東星 | 平沢郡                 | 李慈憲 | 漣川郡・抱川郡         | 李漢東 |
| 京畿道       | 加平郡・楊平郡         | 金永先 |                        |        |                        |        |
| 江原道       | 春川市                 | 韓昇洙 | 原州市                 | 咸鍾漢 | 江陵市                 | 崔珏圭 |
| 江原道       | 東海市                 | 洪熙杓 | 三陟市・三陟郡         | 金日東 | 太白市                 | 柳昇珪 |
| 江原道       | 束草市・高城郡         | 崔正植 | 溟州郡・襄陽郡         | 金文起 | 洪川郡                 | 李応善 |
| 江原道       | 春城郡・楊口郡・麟蹄郡 | 李敏燮 | 原城郡・横城郡         | 朴炅秀 | 寧越郡・平昌郡         | 沈明輔 |
| 江原道       | 旌善郡                 | 朴佑柄 | 華川郡・鉄原郡         | 金在淳 |                        |        |
| 忠清北道     | 清州市甲               | 鄭宗沢 | 清州市乙               | 呉龍雲 | 忠州市・中原郡         | 李鍾根 |
| 忠清北道     | 堤川市                 | 李春九 | 堤原郡・丹陽郡         | 安栄基 | 清原郡                 | 辛卿植 |
| 忠清北道     | 報恩郡・沃川郡・永同郡 | 朴俊炳 | 鎮川郡・陰城郡         | 金完泰 | 槐山郡                 | 金宗鎬 |
| 忠清南道     | 大田市東区甲           | 金炫   | 大田市東区乙           | 尹星漢 | 大田市中区             | 金洪万 |
| 忠清南道     | 大田市西区             | 朴忠淳 | 天安市                 | 鄭一永 | 公州市・公州郡         | 尹在基 |
| 忠清南道     | 大川市・保寧郡         | 金龍渙 | 温陽市・牙山郡         | 黄明秀 | 瑞山郡                 | 朴泰権 |
| 忠清南道     | 天原郡                 | 金鍾植 | 錦山郡                 | 柳漢烈 | 大徳郡・燕岐郡         | 李麟求 |
| 忠清南道     | 論山郡                 | 金済泰 | 扶余郡                 | 金鍾泌 | 舒川郡                 | 李肯珪 |
| 忠清南道     | 唐津郡                 | 金顕彧 | 青陽郡・洪城郡         | 趙富英 | 礼山郡                 | 朴炳善 |
| 全羅北道     | 全州市甲               | 呉坦   | 全州市乙               | 孫周恒 | 群山市                 | 蔡映錫 |
| 全羅北道     | 裡里市                 | 李協   | 井州市・井邑郡         | 金元基 | 南原市・南原郡         | 趙賛衡 |
| 全羅北道     | 金堤郡                 | 崔洛道 | 鎮安郡・茂朱郡・長水郡 | 李相玉 | 完州郡                 | 金台植 |
| 全羅北道     | 任実郡・淳昌郡         | 洪英基 | 高敞郡                 | 鄭均桓 | 扶安郡                 | 李熙天 |
| 全羅北道     | 沃溝郡                 | 金奉旭 | 益山郡                 | 金得洙 |                        |        |
| 光州直轄市   | 東区                   | 辛基夏 | 西区甲                 | 鄭祥容 | 西区乙                 | 朴鍾泰 |
| 光州直轄市   | 北区                   | 鄭雄   | 光山区                 | 趙洪奎 |                        |        |
| 全羅南道     | 木浦市                 | 権魯甲 | 麗水市                 | 金忠兆 | 順天市                 | 許京万 |
| 全羅南道     | 羅州市・羅州郡         | 李載根 | 麗川市・麗川郡         | 慎順範 | 光陽郡                 | 李敦万 |
| 全羅南道     | 潭陽郡・長城郡         | 金吉坤 | 谷城郡・和順郡         | 洪起薫 | 求礼郡・昇州郡         | 趙淳昇 |
| 全羅南道     | 高興郡                 | 朴相千 | 宝城郡                 | 柳晙相 | 長興郡                 | 李永権 |
| 全羅南道     | 康津郡・莞島郡         | 金泳鎮 | 海南郡・珍島郡         | 金琫鎬 | 霊岩郡                 | 柳寅鶴 |
| 全羅南道     | 務安郡                 | 朴錫武 | 咸平郡・霊光郡         | 徐敬元 | 新安郡                 | 朴亨午 |
| 大邱直轄市   | 中区                   | 劉守鎬 | 東区                   | 朴浚圭 | 西区甲                 | 鄭鎬溶 |
| 大邱直轄市   | 西区乙                 | 崔雲芝 | 南区                   | 李廷武 | 北区                   | 金瑢泰 |
| 大邱直轄市   | 寿城区                 | 李致浩 | 達西区                 | 金漢圭 |                        |        |
| 慶尚北道     | 浦項市                 | 李珍雨 | 慶州市                 | 金一潤 | 金泉市・金陵郡         | 朴定洙 |
| 慶尚北道     | 安東市                 | 呉景義 | 亀尾市                 | 朴在鴻 | 栄州市・栄豊郡         | 金晋栄 |
| 慶尚北道     | 永川市・永川郡         | 鄭東允 | 尚州市・尚州郡         | 金瑾洙 | 店村市・聞慶郡         | 申栄国 |
| 慶尚北道     | 慶山郡・清道郡         | 李在淵 | 達城郡・高霊郡         | 具滋春 | 軍威郡・善山郡         | 金潤煥 |
| 慶尚北道     | 義城郡                 | 鄭昌和 | 安東郡                 | 柳惇佑 | 青松郡・盈徳郡         | 黄昞禹 |
| 慶尚北道     | 英陽郡・奉化郡         | 呉漢九 | 迎日郡・鬱陵郡         | 李相得 | 月城郡                 | 黄潤錤 |
| 慶尚北道     | 星州郡・漆谷郡         | 張永喆 | 醴泉郡                 | 兪学聖 | 蔚珍郡                 | 金重権 |
| 釜山直轄市   | 中区                   | 金光一 | 西区                   | 金泳三 | 東区                   | 盧武鉉 |
| 釜山直轄市   | 影島区                 | 金正吉 | 釜山鎮区甲             | 鄭在文 | 釜山鎮区乙             | 金正秀 |
| 釜山直轄市   | 東萊区甲               | 朴寛用 | 東萊区乙               | 崔炯佑 | 南区甲                 | 許在弘 |
| 釜山直轄市   | 南区乙                 | 鄭相九 | 北区甲                 | 文正秀 | 北区乙                 | 辛相佑 |
| 釜山直轄市   | 海雲台区               | 李基沢 | 沙下区                 | 徐錫宰 | 金井区                 | 金鎮載 |
| 慶尚南道     | 昌原市                 | 黄珞周 | 蔚山市中区             | 金泰鎬 | 蔚山市南区             | 沈完求 |
| 慶尚南道     | 蔚山市東区             | 鄭夢準 | 馬山市甲               | 白璨基 | 馬山市乙               | 姜三載 |
| 慶尚南道     | 鎮海市・義昌郡         | 朴載圭 | 晋州市                 | 曺万厚 | 忠武市・統営郡・固城郡 | 鄭順徳 |
| 慶尚南道     | 三千浦市・泗川郡       | 黄性均 | 金海市・金海郡         | 李鶴棒 | 晋陽郡                 | 安秉珪 |
| 慶尚南道     | 宜寧郡・咸安郡         | 鄭東鎬 | 昌寧郡                 | 辛再基 | 密陽郡                 | 申相式 |
| 慶尚南道     | 梁山郡                 | 金東周 | 蔚州郡                 | 朴進球 | 巨済郡                 | 金奉祚 |
| 慶尚南道     | 南海郡・河東郡         | 朴熺太 | 山清郡・咸陽郡         | 盧仁煥 | 居昌郡                 | 金東英 |
| 慶尚南道     | 陜川郡                 | 権海玉 |                        |        |                        |        |
| 済州道       | 済州市                 | 高世鎮 | 北済州郡               | 李起彬 | 西帰浦市・南済州郡     | 姜普性 |

#### 補欠選挙
| 年   | 日付 | 選挙区                 | 当選者 | 当選政党   | 欠員   | 欠員政党   | 欠員事由                   |
| ---- | ---- | ---------------------- | ------ | ---------- | ------ | ---------- | -------------------------- |
| 1989 | 4.14 | 江原道東海市           | 洪熙杓 | 民主正義党 | 洪熙杓 | 無所属     | 当選無効                   |
| 1989 | 8.18 | ソウル永登浦区乙       | 羅雄培 | 民主正義党 | 金明燮 | 民主正義党 | 当選無効                   |
| 1990 | 4.3  | 大邱西区甲             | 文熹甲 | 民主自由党 | 鄭鎬溶 | 民主正義党 | 第五共和国聴聞会の後に辞職 |
| 1990 | 4.3  | 忠清北道鎮川郡・陰城郡 | 許沰   | 無所属     | 金完泰 | 民主正義党 | 死去                       |
| 1990 | 11.9 | 全羅南道咸平郡・霊光郡 | 李寿仁 | 平和民主党 | 徐敬元 | 平和民主党 | 北朝鮮訪問による実刑宣告   |

### 全国区
| 民主正義党   | 蔡汶植 | 尹吉重 | 鄭石謨 | 姜英勲 | 李炳勇 | 朴泰俊 | 金東仁 | 李光魯 | 李潤子 | 李源祚 |
| 民主正義党   | 金鍾坤 | 金仁基 | 李東鎮 | 李道先 | 金鍾基 | 池蓮泰 | 朴哲彦 | 趙庚穆 | 崔昌潤 | 崔在旭 |
| 民主正義党   | 劉基天 | 羅昌柱 | 徐相穆 | 朴承載 | 孫柱煥 | 李相河 | 金長淑 | 梁慶子 | 李相回 | 洪世基 |
| 民主正義党   | 金吉弘 | 姜在渉 | 金正吉 | 趙南煜 | 李在晃 | 林仁圭 | 申英順 | 都英心 |        |        |
| 平和民主党   | 朴英淑 | 宋鉉燮 | 李東根 | 崔鳳九 | 金栄度 | 李敬載 | 金柱鎬 | 李教成 | 李炯培 | 許万基 |
| 平和民主党   | 金大中 | 文東煥 | 崔泳謹 | 趙昇衡 | 鄭基栄 | 曺喜澈 |        |        |        |        |
| 統一民主党   | 宋斗灝 | 李幸九 | 魯興俊 | 柳升蕃 | 黄大鳳 | 文峻植 | 石準規 | 権憲成 | 崔二鎬 | 朴鍾律 |
| 統一民主党   | 金沄桓 | 金成龍 | 金楠   |        |        |        |        |        |        |        |
| 新民主共和党 | 金仁坤 | 鄭始鳳 | 延済源 | 李熺逸 | 金斗潤 | 申鎮洙 | 玉満鎬 | 申喆均 |        |        |

#### 繰上当選
| 年   | 日付  | 当選者 | 名簿政党名   | 欠員   | 欠員事由             |
| ---- | ----- | ------ | ------------ | ------ | -------------------- |
| 1988 | 12.19 | 沈起燮 | 民主正義党   | 姜英勲 | 国務総理に指名       |
| 1988 | 12.19 | 安瓚熙 | 民主正義党   | 崔昌潤 | 青瓦台政務首席に指名 |
| 1990 | 3.21  | 権五錫 | 新民主共和党 | 李熺逸 | 動力資源部長官に指名 |
| 1990 | 12.28 | 崔祥鎮 | 民主正義党   | 孫柱煥 | 青瓦台政務首席に指名 |

## 選挙後の情勢

### 「与小野大」国会
総選挙の結果、与党が過半数を確保できず、野党が多数を占めたことで、議員活動が活発化して政局の緊張感が高まった。野党各党は、1988年6月、｢5共（第五共和国）政治権力形非理調査特委構成決議案｣を採択し、決議に基づいて韓国憲政史上初の国政調査権が発動され、同年11月に「5共非理問題（新軍部政権の政治資金及び政経癒着問題）」と「光州民主化運動｣、そして「言論問題」の国会聴聞会がそれぞれ5回ずつ開催され、政財界有力者が多数召喚され、聴聞会の様子がテレビで生中継された。この聴聞会で盧武鉉は証拠に基づく冷静沈着な証人審問により、広くその名が国民に知られることとなった。この一連の聴聞会で5共時代の不正が明らかになり、全斗煥は不正蓄財で国民への謝罪を余儀なくされ、江原道の山寺で隠遁生活を強いられることとなった。しかし、非協力的立場を採る与党や証人の不誠実な態度・真相究明の不徹底から国民はだんだん失望感を持つようになり、聴聞会の熱気も冷めてきた。それを見計らって政権側は強硬姿勢に転じ、野党間の協調体制を崩して、うやむやのうちに幕引きがされてしまった。

### 3党合同
国会において野党が多数を占める「与小野大」の状況打破の為に、与党勢力は1990年の1月11日から13日にかけて統一民主党の金泳三総裁、平和民主党の金大中総裁、新民主共和党の金鍾泌総裁と個別に青瓦台で党首会談を行なって政界再編についての議論を行なった後で、与党・民主正義党と野党で保守系の統一民主党及び新民主共和党による3党合同について合意し、民主自由党を発足させることになった。
民主自由党は1990年2月9日に合党大会を開催、綱領として
1. 成熟した民主政治の具現
2. 持続的な経済成長
3. 共同体社会の構築
4. 教育の自立性と機会均等の保証、民族文化の発展
5. 平和的民主統一と自主的外交努力

以上の5点を採択した。そして5月9日に全党大会を開催し、党総裁に盧泰愚を、金泳三を代表最高委員に選出した。民自党の発足により、議席が200を超える巨大与党が誕生し、｢与小野大｣の政局に終止符を打つこととなった。
民自党の発足について平民党や在野勢力は国民の意見を無視した一種の政治的クーデターだと非難する意思を示した。統一民主党の中で3党合同に反対した李基澤や盧武鉉らのグループは民主党を1990年2月27日に結成発起人大会、そして6月17日の結成大会をへて発足させ、平民党から党名を改めた新民主連合党（総裁：金大中）と1991年9月に統合した（統合後の党名も民主党）。